# 540
540 foi um ano bissexto do século VI que teve início a um domingo e terminou a uma segunda-feira, segundo o Calendário Juliano. As suas letras dominicais foram A e G
| Ano completo                       |
| ---------------------------------- |
| Ano bissexto com início ao domingo |

## Eventos
- 541-562: Guerra entre o Império Sassânida e o Império Bizantino.

n ota do pedro